# 松蔭中学校・高等学校 (兵庫県)
松蔭中学校・高等学校（しょういんちゅうがっこう・こうとうがっこう）とは、兵庫県神戸市灘区にあるキリスト教の中高一貫私立女子校である。

## 概要
1892年創立で、設立120年以上の歴史がある。2007年から新カリキュラムで授業を行っている。
制服のデザインは1925年の制定以降あまり変わっておらず、冬は紺、夏は白のワンピースを着用する。神戸では本校の夏服への移行が夏の風物詩とされており、毎年5月に新聞で報道されている。
また、高校3年生で行われる教育活動「チャレンジプログラム」は、社会の中での新しい教育活動として、社会からの評価も高い。
2000年夏に学校公認で玩具メーカーのタカラと「実在高校制服リカちゃん携帯ストラップ」を製作。現在、16校22種類ある。短大を含めると17校23種類あるが、携帯ストラップ第1号はこの学校である。また、キューピーのストラップもある。

## 特色
武庫川女子大学附属中学校・高等学校と並びコーラス部が強いことでも知られている。2003年7月世界青少年音楽祭に出場し、第2位という成績を収め、プロからスカウトを受け留学が決定した生徒もいるほどである。2006年にはウィーン世界青少年音楽祭「アレッツォポリフォニーコンコルソ」出場を果たし、イタリアで行われた国際合唱コンクールで中学が児童合唱部門で世界一に選ばれた。

## 学科・コース
- 中学校
- 高等学校
  - 全日制 普通科

## 沿革
- 1892年1月 - 英国聖公会SPGの宣教師H.J.フォスが、女性宣教師H.M.バーケンヘッドと協力し、神戸市北野町に松蔭女学校を創立[4]。
- 1915年 - 松蔭高等女学校設立
- 1929年 - 神戸市青谷に校地を選定し、定礎式にイギリス王子グロスター公爵臨場。12月新校舎落成。
- 1947年4月 - 松蔭中学校設置
- 1948年4月 - 松蔭高等学校設置
- 1982年 - 学院創立90周年記念式典開催
- 1992年 - 学院創立100周年記念式典開催。
- 2002年 - 学院創立110周年記念式典開催。
- 2007年 - 現在のカリキュラムを見直し新カリキュラムを実施。
- 2015年 - 約50年ぶりに高校入試を開始する。

## 部活動
文化部
- モダンダンス部
- 箏曲部
- BAND部
- ハンドベル部
- 写真部
- バイオリンアンサンブル部
- 美術部
- E.S.S部
- マンドリン部

- 華道部
- コーラス部
- 食物部
- 放送部
- 茶道部
- 演劇部
- マンガ研究部
- 書道部

運動部
- 少林寺拳法部
- 陸上部
- 卓球部
- バドミントン部
- バスケットボール部
- バレーボール部
- テニス部
- ソフトボール部
- アーチェリー部

## Blue Earth Project
地球温暖化に対して身近なアクションを、高校生が社会の人達に訴えていく教育活動。文部科学大臣賞・読売教育賞・林野庁山力賞等々、多くの賞を受賞。生徒達は鴨下環境大臣・中田宏横浜市長・リクルート社長などに活動報告や提案をし、激励されている。G8サミットでは、環境省の後援で大きなイベントも企画実施した。
- 環境大臣に「女子高生が提案するウォームビズ対策」報告 ～温暖化防止へ暖房控えよう（神戸新聞・2009年）
- G8環境相会合に向けて環境省に政策提言（読売新聞・2008年）など多数。

## 著名な出身者
- 村田知栄子（女優）
- 森碕ひろか（女優）
- 南野陽子（女優、2年次に堀越高等学校に編入）
- 澤田知子（アーティスト）
- 小篠ゆま（ファッションデザイナー）
- あさぎーにょ（クリエイティブアーティスト）
- 池上裕子（美術史家）
- なかじ有紀（漫画家）
- 沢松順子（テニス選手）
- 沢松和子（テニス選手）
- 馬渕よしの（飛込五輪代表、元タレント）
- 馬淵かの子（飛込競技指導者）
- 林勇気（アーチェリー選手）[5]
- 大元朱菜（バレーボール選手）
- 東千晃（元宝塚歌劇団雪組・星組トップ娘役）
- 松本悠里（元宝塚歌劇団専科女役）
- 澄輝さやと（元宝塚歌劇団宙組男役）
- 紀城ゆりや（宝塚歌劇団雪組男役）
- 吉田知代（衆議院議員）

## 所在地
〒657-0805 神戸市灘区青谷町3-4-47

## 交通
- 三宮駅（三ノ宮駅）より神戸市バス〔2〕〔18〕系統に乗車、「青谷（松蔭女子学院前）」下車[6]
- 阪急神戸本線「王子公園駅」より徒歩15分[6]
- JR神戸線（東海道本線）「 灘駅」より徒歩18分[6]
- 阪神本線「岩屋駅」より徒歩20分[6]

## 系列校
- 神戸松蔭大学